# Нокија 3310
Нокија 3310 (енгл. Nokia 3310) је двофреквенцијски мобилни телефон (ГСМ900/1800). Произведен је у последњој четвртини 2000. године и заменио је популарну Нокију 3210. Са 126.000.000 продатих примерака постао је један од најпродаванијих мобилних телефона у историји. Произведено је још неколико верзија овог телефона, попут Нокија 3315, Нокија 3320, Нокија 3330, Нокија 3350, Нокија 3360, Нокија 3390 и Нокија 3395.

## Дизајн
Нокиа 3310 је компактан, тежак (133 г) и чврст мобител с монохромним заслоном димензија 84 x 48 mm. Постоји и верзија с нешто лакшом батеријом (115 г) која има мање опција; нпр, приликом укључивања код теже верзије појављује се слика двију рука које се додирују, док тога нема код лакше верзије. Мобител је благо заобљеног правоугаоног облика. Плава типка је главна типка за одабир опција, а типка "Ц" служи за поништавање акције, односно за враћање један корак уназад. Типке са стрелицама "горе" и "доље" користе се за навигацију, док је типка за укључивање/искључивање смјештена на врху мобитела и црне је боје; кад је мобител укључен, помоћу ње се може одабрати профил, тј. начин рада. 

## Карактеристике
Овај мобител има доста карактеристика које су у своје вријеме биле ријетке, нпр, калкулатор, Нокиа мрежни монитор, штоперицу и подсјетник. Има 4 игрице: Змија 2, Парови 2, Свемирски удар и Бантуми. Био је популаран за слање СМС-порука због могућности писања троструко дуже поруке (до 459 знакова) од њене стандардне дужине (160 знакова), а такође је имао и опцију "СМС-чаврљање", као и гласовно бирање бројева.

## Персонализација
Изглед овог мобитела може се персонализирати мијењањем оклопа и разне фирме произвеле су хиљаде дизајна. Нокиа 3310 има 35 уграђених мелодија и простор за још 7 мелодија по властитој жељи, које се могу компонирати или "прекуцати" (преко опције "Композитор"). Такођер има и неколико "профила", тј. начина рада. Напримјер, кад се одабере профил "Бешумно", мобител неће звонити у случају долазног позива, него ће само вибрирати. Сцреенсавери ("чувари заслона") могу бити направљени од примљених сликовних порука.

## Верзије

### 3315, 3390 и 3395.
Побољшана верзија овог мобитела је Нокиа 3315 и она има неке додатне могућности:
- уређивач помоћу којег се могу уређивати слике, које се затим могу убацити у СМС-поруку или поставити као сцреенсавер
- профилима се може поставити вријеме трајања
- примљене мелодије могу се поставити као звук звона
- поправљени су неки багови откривени на 3310
- аутоматско закључавање типковнице након времена које одреди корисник
- освјетљење заслона код верзије продаване у Малезији и Сингапуру било је плаве боје, за разлику од стандардне зелене
- сличан дизајн као код свог насљедника (Нокиа 3410)

Године 3315, такођер је продаван и у Аустралији. Већина верзија 3310 могле су преко кабела бити надограђене опцијама које има 3315.
Постоје 2 сјеверноамеричке верзије 3310; једна је Нокиа 3390, која ради на ГСМ 1900. Нокиа 3395 јесте побољшана верзија 3390 која има додатне могућности попут азијске верзије 3315, али јој пријем сигнала слаб ако се налазите у подручју са ГСМ 850.

### Модели с WАП-ом
Нокији 3330 додани су могућност WАП-а заснованог на ЦДС-у, анимирани сцреенсавери, флипер-игрица Бумпер и именик (који се чувао у самом мобителу, а не на СИМ-картици као код ранијих модела) са 100 мјеста за унос. Такођер је било могуће надоградити игрице путем WАП-а (нпр, лавиринте за Змију 2, нивое за Свемирски удар или столове за Бумпер). Без правог ГПРС-повезивања могућност WАП-а показала се непопуларном и овај модел није могао замијенити 3310 на европском тржишту.
Верзија произведена искључиво за тржиште азијског Пацифика, позната као Нокиа 3350, била је у суштини побољшани 3330 с WАП-ом, ритмичним свјетлосним сигнализирањем заслона, двосмјерном навигацијском типком, одвојеним типкама за позив и завршетак позива, кинеским лунарним календаром и заслоном од 96 x 65 пиксела. Код неких 3350-ки у стражњи се оклоп кроз посебан отвор могла убацити фотографија или исјечак из новина итд.

### Верзије засноване на АМПС-у/Д-АМПС-у (3320 и 3360)
Нокиа 3320 и 3360 дизајнирани су за канадско, односно тржиште у САД. Споља су слични 3310 и 3390, али користе Д-АМПС ("ТДМА")/АМПС технологију умјесто ГСМ-а.
Попут азијске 3350-ке, имају одвојене типке за позив и завршетак позива и 2 меке типке. Такођер имају и инфрацрвени порт. За разлику од 3390, не подржавају гласовно бирање. С тежином од 136 г, нешто су тежи од 3390 (119 г).

## Модификације
Хобисти често траже старе 3310-ке због њихових заслона. То су ЛЦД монитори с резолуцијом 84 x 48 и укључују Пхилипс ПЦД8544 контролер којим се лако управља преко СПИ сабирнице.
Овај мобител посједује МБус и ФБус.
Осим кориштења заслона, хобисти користе и кућиште за WиФи анализатор спектра и друге корисне уређаје. Наравно, телефон тада више не ради као телефон, али једна од модификација јест употреба двају билатералних интегралних кола 4016/4066 за пребацивање између неколико начина рада.
Теоретски, 3310 може се модернизирати помоћу камере користећи улаз за микрофон као порт за податке, на исти начин на који функционише ССТВ. Пошто је максимална фреквенција обично 8 кХз, потребно је 500 мс за пренос једне сличице на заслон, тако да би био потребан и микроконтролор.
Након катастрофе у Фукусхими појавила се идеја да се 3310 модифицира тако да служи као Геигеров бројач. Неки типови Геигерових цијеви могу се модифицирати употребом јаког трајног магнета како би се повећала осјетљивост тако да се руска СБМ-10 цијев може користити и спојити преко оптоизолатора на улаз за микрофон.

## Кодови
- *#06# - приказ ИМЕИ броја
- *#0000# - приказ броја верзије
- *#92702689# (*#wар0антy#) - приказује колико је времена мобител кориштен (формат "сат:мин:сек")
- *3370#, #3370# - за омогућавање/онемогућавање гласовног начина ЕФР квалитета.
- *4720#, #4720# - за омогућавање/онемогућавање гласовног начина ХР квалитета.
- *#67705646# (*#опр0лого#) - уклања "тапету" коју је поставио корисник и враћа се на лого оператера.